# Meda
Meda je ženské křestní jméno. V jazycích severoamerických indiánů znamená věštkyně. Někdy se bere jako zdrobnělina jména Medea. Meda může být odvozeno z řeckého slova medomai – „myslet, plánovat“.
Svátek slaví 1. srpna (dle M. Knappové a viz maďarský kalendář).

## Jméno
- Meda z Odessa - thrácká kněžna, manželka krále Filipa II. Makedonského
- Meda - manželka mytického řeckého krále Idomenea. Měla aféru s Leukem
- Meda Chesney-Lind, americká kriminoložka
- Meda McKenzie, novozélandská plavkyně
- Meda Mládková, česká mecenáška umění a sběratelka
- Meda Ryan, irská historička
- Meda Valentová, česká herečka a zpěvačka

## Příjmení
- Alberto Meda, italský průmyslový konstruktér
- Bianca Maria Meda, italská skladatelka
- Giuseppe Meda, italská malířka, architektka a inženýrka hydrauliky
- Igor Meda, ruský fotbalista
- Jack Meda, kanadský boxer